# لغات السنغال

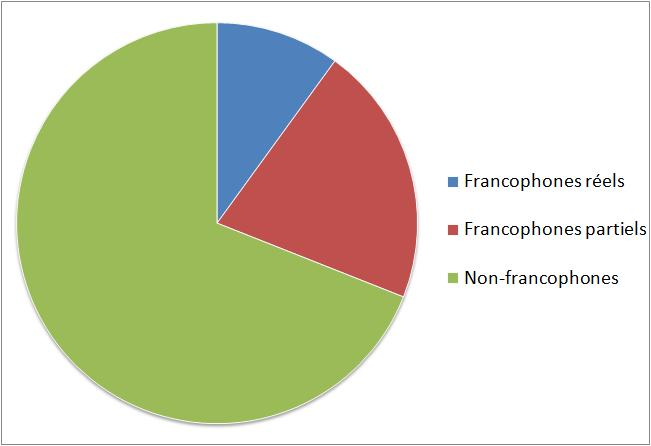
مخطط إحصائي يُظهر توزع معرفة اللغة الفرنسية في السنغال. كانت في عام 2005 نسبة 10% من الشعب السنغالي متحدثين حقيقيين للفرنسية فيما كانت نسبة 21% يتحدثونها بصورة جزئية. هذه التقديرات صادرة عن المنظمة الدولية للفرنكوفونية.

السنغال بلد متعدد اللغات حيث يُدرج موقع إثنولوج المعلوماتي المتخصص باللغات 36 لغة موجودة في البلاد وتعد اللغة الولوفية اللغة الأكثر انتشاراً في السنغال.
تعد اللغة الفرنسية الموروثة عن الحقبة الاستعمارية اللغة الرسمية للسنغال. وتستخدمها الإدارة ويفهمها ما يتراوح من حوالي 15% إلى 20% من السكان الذكور وما يتراوح من حوالي 1% إلى 2% من السكان الإناث. السنغال دولة عضو في المنظمة الدولية للفرنكوفونية. وشَغِلَ السنغالي عبدو ضيوف منصب الأمين العام للمنظمة من 2003 حتى عام 2014.
تتمتع عدة لغات بصفة «لغات وطنية»: بالانتا غانجا والعربية الحسانية وجولا فوني والمندنكا والمانجاك والمانكانيا والنون والبولارية والسيرير والسوننكية والولوفية.
اللغة الولوفية هي اللغة الأكثر استخداماً للتواصل المشترك في البلاد.
السوننكية والمندنكا هي من بين لغات المانده المنتشرة. أما الجولا (ديولا) فهي اللغة الرئيسية في منطقة كازامانس، وتنتشر لهجة كريول غينيا بيساو الناشئة عن البرتغالية في تلك المنطقة. وأصبحت السنغال عام 2008 عضو بصفة مراقب في مجموعة البلدان الناطقة بالبرتغالية بسبب الروابط التاريخية لمنطقة كازامانس بالاستعمار البرتغالي.
تُستخدم لغة الإشارة الأمريكية في تعليم الصم والبكم بالسنغال، وقد أدخلها المبشر الأمريكي الأصم أندرو فوستر.
أفاد تقرير عن المجلس الأعلى للفرنكوفونية في باريس عن أن عدد الأشخاص الذين يتحدثون الفرنسية كلغة أولى في السنغال يبلغ 60,000 شخص، أما عدد الذين يتحدثونها كلغة ثانية فيبلغ 700,000 شخص. كان عدد السكان الكلي للبلاد حينها حوالي 6.5 مليون نسمة.

## مزيد من القراءة
- Dumont, Pierre (1982). Le français et les langues africaines au Sénégal. Paris: AACT and Karthala.

## وصلات خارجية
- خريطة لغوية للسنغال (بالفرنسية)
- مصادر محلية حول لغات السنغال (بالإنجليزية)
- صفحة «إثنولوج» حول السنغال (بالإنجليزية)
- الوضع اللغوي في السنغال (بالفرنسية)